# Андрей Владимирович Панин
Андрей Владимирович Панин (на руски: Андрѐй Владѝмирович Па̀нин) роден на 28 май 1962 г. в Новосибирск, СССР е руски и съветски актьор, театър и кино режисьор, заслужил артист на Руската федерация (1999 г.), носител на държавната наградата на Руската федерация (2001 г.) и на наградата „Ника“ (2003, 2013 – посмъртно), многократно номиниран за наградата „Златния орел“.

## Биография
Роден на 28 май 1962 г. в Новосибирск в семейството на Владимир Алексеевич и Анна Георгиева Панин. Родителите на Андрей се занимават с наука, баща му е радиофизик, а майка му преподава физика в училище, и двамата са завършили Томския университет. Когато Андрей е на шест години семейството се премества в Кемерово, където е родена и сестрата на Андрей - Нина.
След като завършва средното си образование, Андрей продължава обучението си в Кемеровския хранителен институт, като инженер, но година след това е изключен заради лошо поведение. По препоръка на приятел става студент в режисьорския отдел на Кемеровския институт за култура. През годините, в които тече обучителния му период той играе първите си роли в спектаклите „Сашка“ и „Алпийска балада“ на сцената на театралното студио. След завършването на Института по култура, той работи известно време в Минусинския драматичен театър.
След завършваването си на Московското училище за художествен театър през 1990 г., Андрей Панин е поканен в Московския художествен театър на името на Антон Павлович Чехов за главните роли в две представления „Бобок“ и „Додо“.
Андрей Панин умира на 6 март 2013 г. в Москва на 51 години. Една от първите версии за смъртта, която е представена, е злополука. По-късно обаче се появява версия и за убийство, тъй като съдебни експерти, твърдят че актьорът не би могъл да получи такива нараняване в резултат на случайно падане. Година след смъртта на Панин делото за смъртта му е закрито.

## Филмография
- „Бригада“ – играе главната роля на Владимир Каверин

- „Сватба“

- „24 часа“ – играе главна роля на Лева Шаламов

- „Граница: Роман на тайгата“

- „Семейни тайни“

- „Летен дъжд“

- „Трио“ – главна роля Николай Агапов

- „Битка със сянка“

- „Турски марш“

- „Криеница“

- „Внук на космонавта“ – главна роля Толян Титов

- „9 май-Лично отношение“

- „Поколение П“

- „Изкупление“

- „Шерлок Холм“ – главна роля доктор Джон Уотсън